# تارترازین
تارترازین (به انگلیسی: Tartrazine) با فرمول شیمیایی C۱۶H۹N۴Na۳O۹S۲ یک ترکیب شیمیایی با شناسه پاب‌کم ۶۳۲۱۴۰۳ است. که جرم مولی آن ۵۳۴٫۳ g/mol می‌باشد.